# Blechnum amabile
Blechnum amabile är en kambräkenväxtart som beskrevs av Mak. Blechnum amabile ingår i släktet Blechnum och familjen Blechnaceae. Inga underarter finns listade.